# Jaap Versteegh

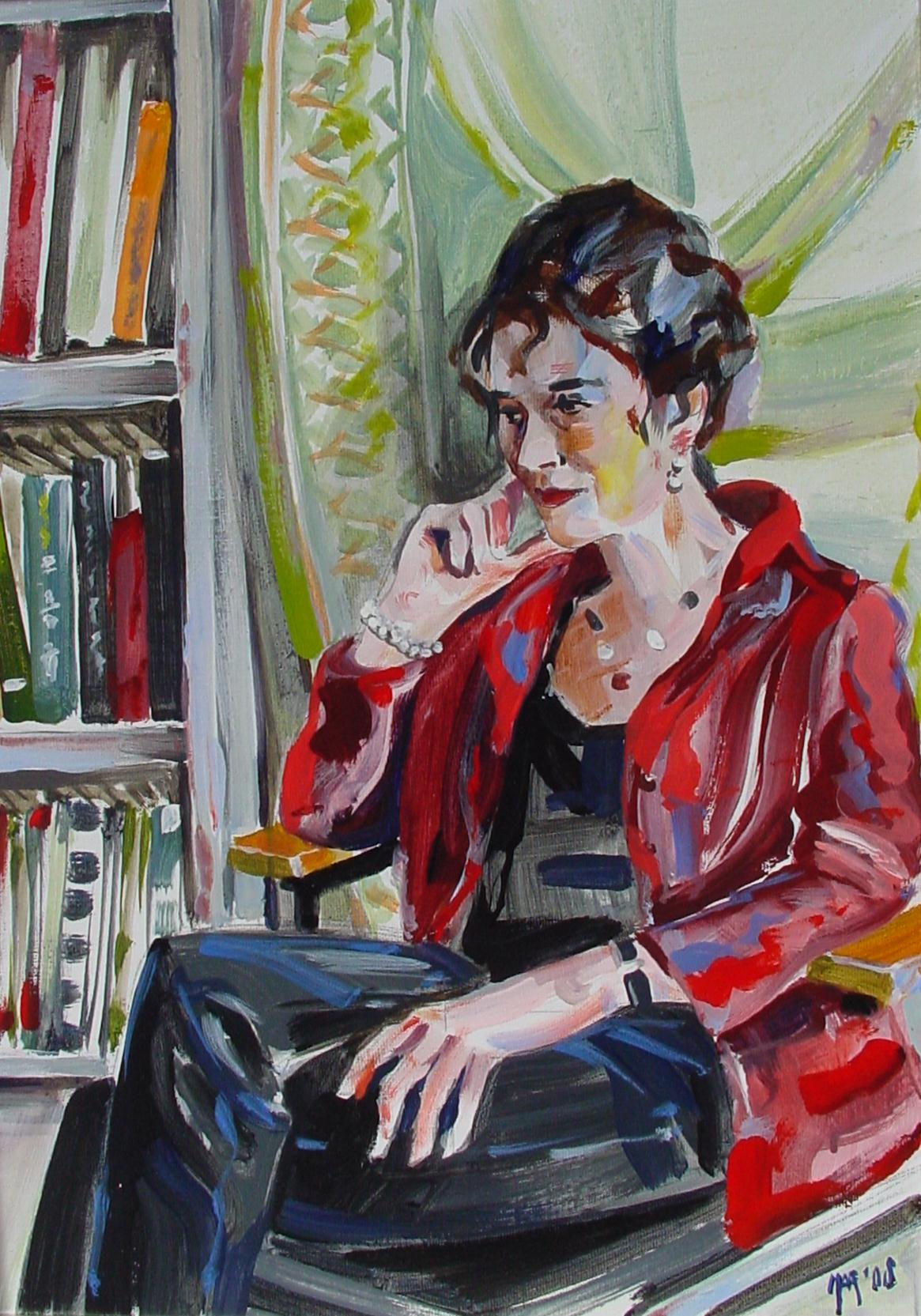
Schilderij (acrylverf op doek) van Rascha Peper door Jaap Versteegh, gemaakt in 2008 in opdracht van de schrijfster, thans in de collectie van het Literatuurmuseum te Den Haag.

Jaap Versteegh (Utrecht, 15 februari 1954) is een Nederlands kunsthistoricus en beeldend kunstenaar. Hij schrijft regelmatig in diverse kunsttijdschriften. Daarnaast werkt hij als gastconservator voor verschillende musea, heeft hij meerdere kunsthistorische boeken op zijn naam staan en exposeert hij als beeldend kunstenaar.

## Publicaties
- 'Zwart op Wit. De 'peintre-graveurs' van de Nederlandsche Etsclub 1885–1896,Jaap Versteegh & Suzanne Veldink  (ISBN 978 90 8345 070 4). Uitg Scriptum, 2024[1]
- 'De schilders van de Vechtstreek', Jaap Versteegh, 2022 (ISBN 978 94 625 8495 2) [2]
- 'W.B.Tholen, Een gelukkige natuur' (Co-auteur), 2019 (EAN 978 90 686 8792 7)
- 'Pruikeling op reis. Emilie van Kerckhoff, illustratrice, grafisch ontwerpster en schrijfster', in “De Boekenwereld”, jaargang34/nummer 1, blz. 52-55, 2018
- Fatale kunst', leven en werk van Sara de Swart (1861-1951)’ (ISBN 9789460042232) over Saar de Swart i.s.m. tentoonstelling Kunsthal Rotterdam (2016).[3]
- Toon Kelder - Romantisch modernist (ISBN 9789462620667), i.s.m. tentoonstelling  Museum Flehite Amersfoort (2016). [4]
- 'Leven in lijnen', biografie & oeuvrecatalogus van Debora Duyvis (1886-1974)(ISBN 9078019409 ), i.s.m. tentoonstelling Museum Woerden (2014).[5]
- De karmische band tussen Emilie van Kerckhoff en Sara de Swart, in “Tijdschrift voor biografie”, jaargang 4/nummer 3, blz. 14-22, 2015
- Saar de Swart-Arnhem 1861-Anacapri 1951, in “Elck zijn waerom”, blz. 282-283, Arnhem/Antwerpen 2000.
- Dichter op de saffische rots- Jan Engelman en Saar de Swart-hun vriendschap, in “De Parelduiker”, jaargang 3/nummer 3, blz.42-51, 1998.[6]
- Uit liefde voor de beeldhouwkunst (ISBN/EAN 978-90-809694-0-7).
- Steph Uiterwaal, Leven en werk; (1889-1960) (ISBN 9076940185).
- De edelsmid Ad van Roosmalen (1908-1983) (ISBN 9076940231).
- Schoonheden met een verhaal (ISBN 90-809694-1-9).
- Rondom Tachtig (ISBN 978-90-809694-2-1). Bundel verhalen rondom de kunstenaars van de beweging van Tachtig

## Exposities

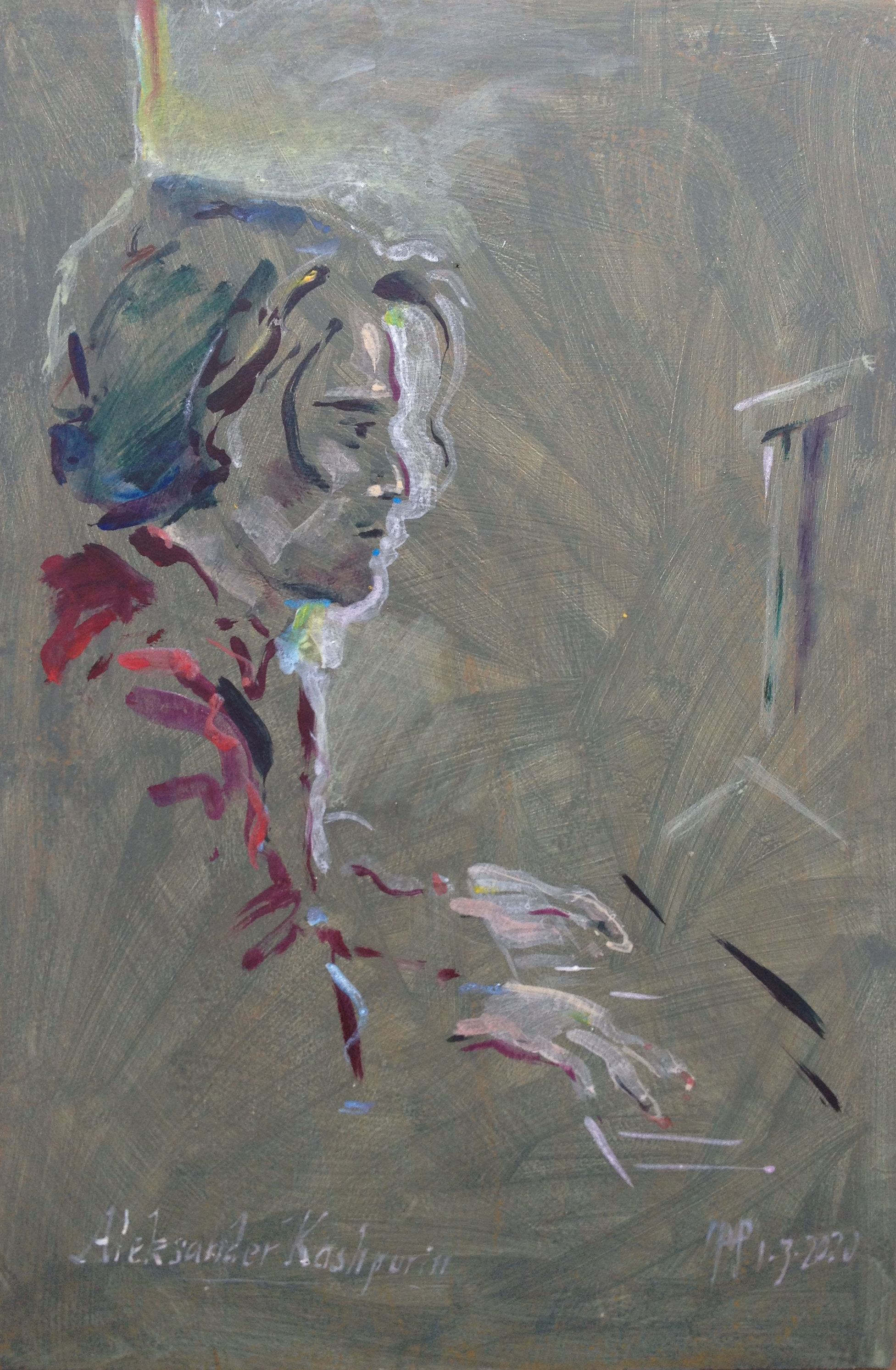
Portret van Alexander Kashpurin, acryl op board.

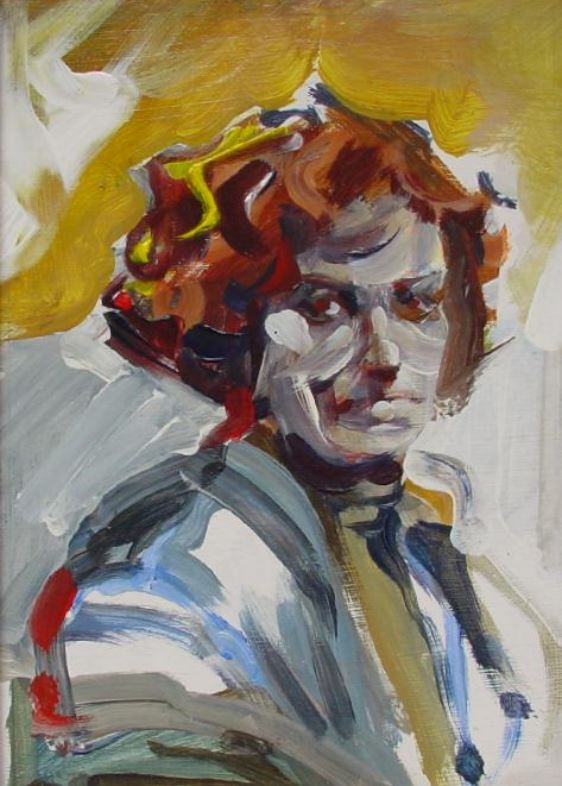
Portrait Joke van Veen, acryl op board

- 2021 Int. Kunstsymposium Hranice (Tsjechië)
- 2019 Int. Kunstsymposium Hranice (Tsjechië)
- 2014 Solotentoonstelling Pauluskerk te Breukelen
- 2013 ‘10 Jaar Kunst & Vrienden'-Int. groepstentoonstelling 'Land en Beeld', Asperen. Zie www.land en beeld.nl
- 2012 artist in residence in de Buissche Heide, het voormalig atelier van R. Roland Holst bij Zundert.
- 2011 artist in residence Telpost Millingen, een van de deelnemers gedurende de zomer van 2011
- 2011 ‘The Undiscovered Country and Art', Stichting Land & Beeld, Asperen, groepstentoonstelling
- 2010 ‘Reflecting Nature’, Stichting Land & Beeld, Asperen, groepstentoonstelling
- 2009 ‘Schrijversportretten’, Nederlands Letterkundig Museum, Den Haag, groeps
- 2008 ‘Lotgevallen van de familie Brantsen’, Landgoed Wielbergen te Angerlo, groeps
- 2007 ‘Lustrum Universiteit Utrecht’, Academiegebouw Universiteit Utrecht, groeps
- 2006 ‘Jaap Versteegh & Ernst Löwensteyn’, Galerie Pygmalion Beeldende Kunst, duo
- 2005 Pygmalion Beeldende Kunst, Maarssen Nederland, groeps
- 2003 Stedelijk Museum, Hranice Tsjechië, groeps
- 2002 Galerie BRAK, Voorburg Nederland, groeps
- 2001 Fort Ruigenhoek, Utrecht Nederland, groeps
- 2000 Pygmalion Beeldende Kunst, Maarssen Nederland, duo
- 1999 Instituut Nijenrode, Breukelen Nederland, solo
- 1998 Atelier Noyons, Utrecht Nederland, duo
- 1997 Galerie Muurhuizen, Amersfoort Nederland, groeps
- 1996 Galerie Flatland, Utrecht Nederland, solo

## Opleiding
- 1998-2001 - Vrije Universiteit Amsterdam (Kunstgeschiedenis)
- 1990-1991 - Hogeschool Holland (Leisure Management)
- 1978-1980 - Academie Minerva Groningen (MO-B Tekenen & Kunstgeschiedenis)
- 1974-1978 - Academie v. Beeldende Vorming Tilburg (MO-A-Tekenen & Kunstgeschiedenis)
- 1973-1974 - University of Pittsburgh- Fine Arts Dept. (Fullbright Scholarship)